# Ageratum conyzoides
Ageratum conyzoides es una especie de planta de la familia Asteraceae. Es tóxica, considerada una maleza, nativa de Argentina, Brasil, Paraguay. Conocida por distintos nombres como caángay, caápetay, chiva, flor lila, hierba de perro, hierba de Santa Lucía, hierba hemostática, huarmi, manrubio, mastranto, mentastro, niambu, sesumpate, tetina o yerba de chino.

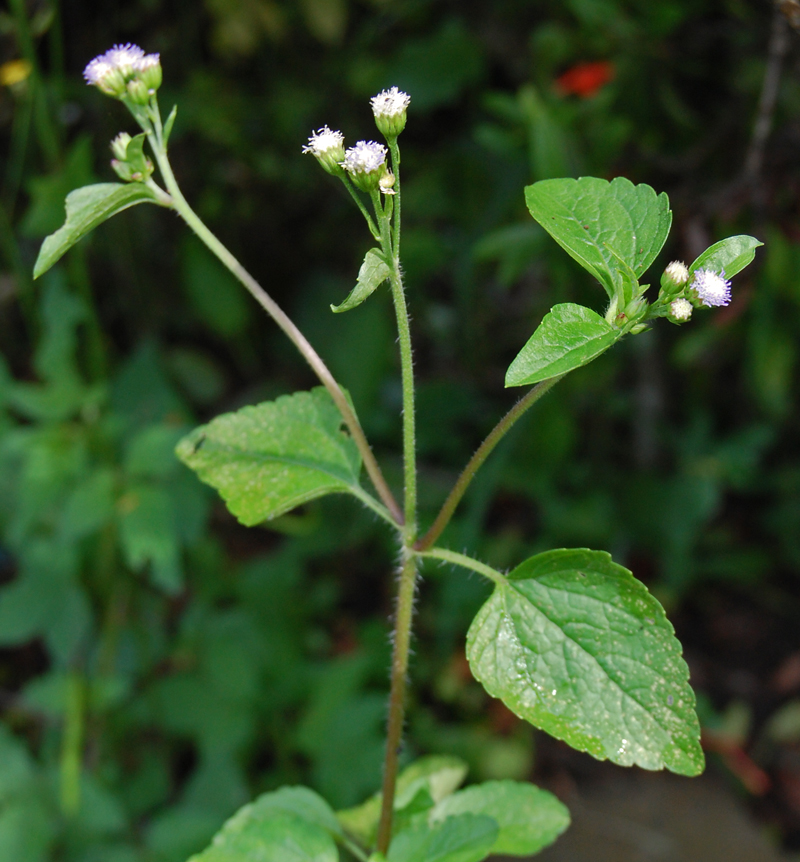
Vista de la planta

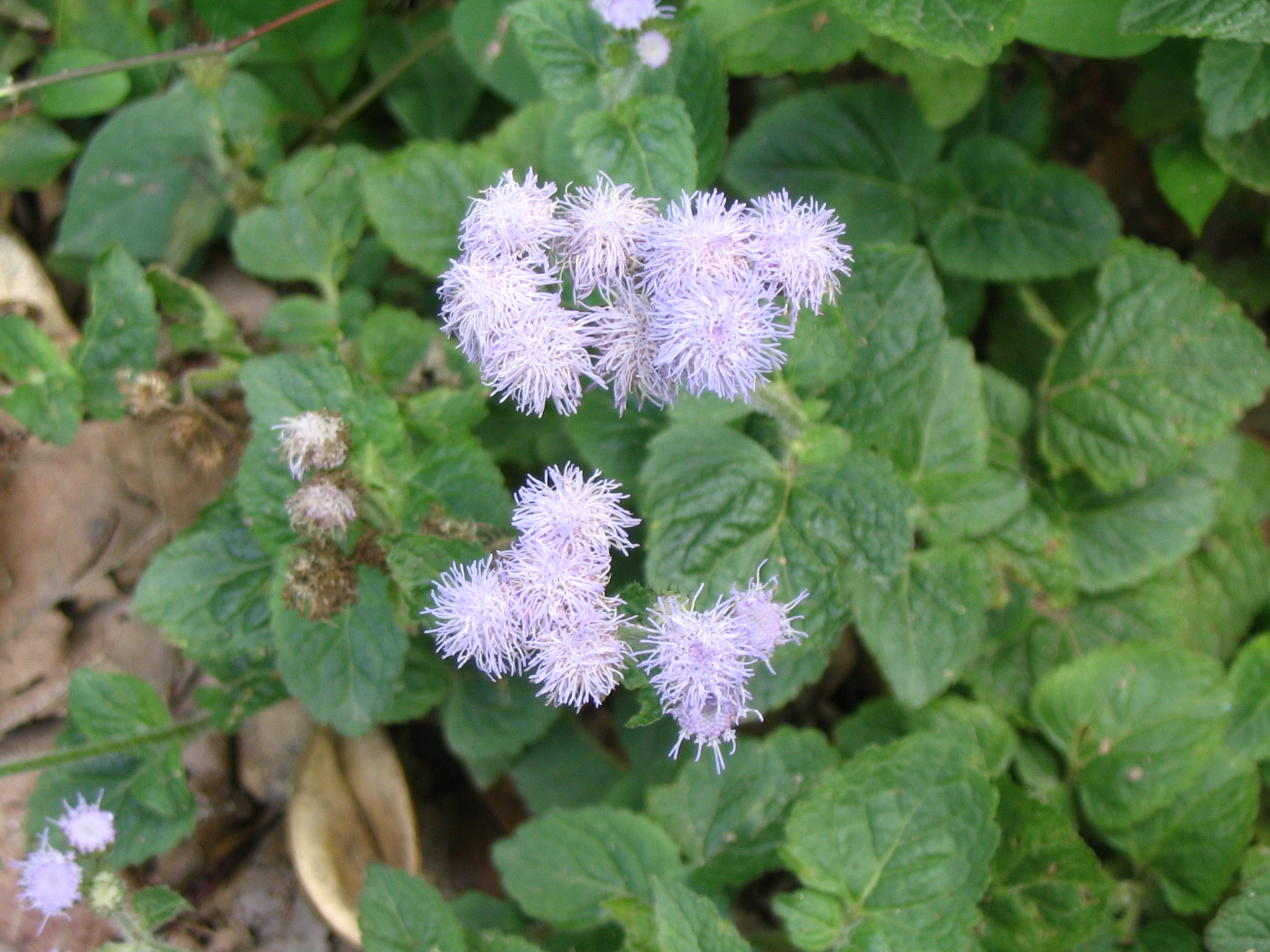
Flores

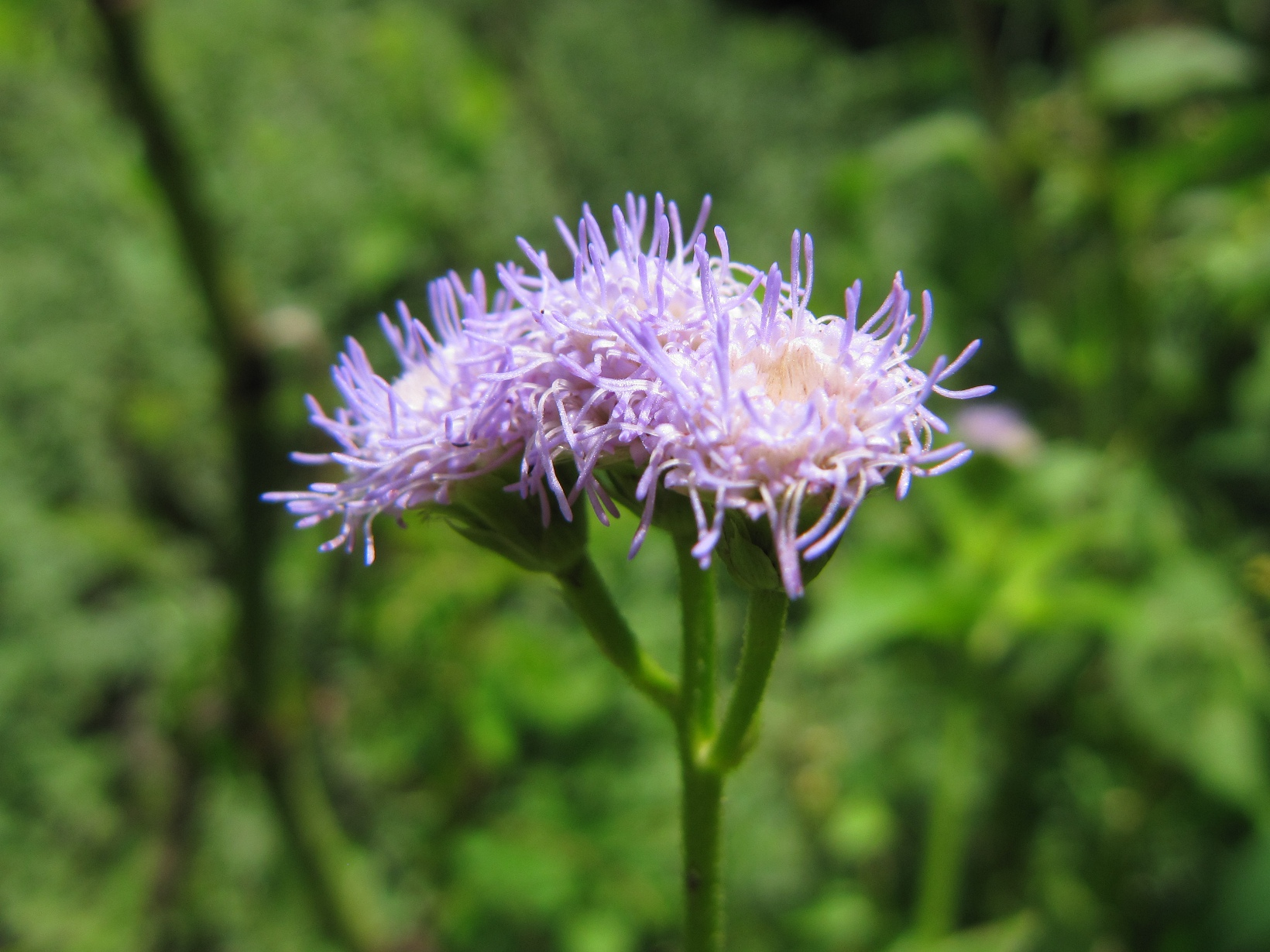
Detalle de la flor

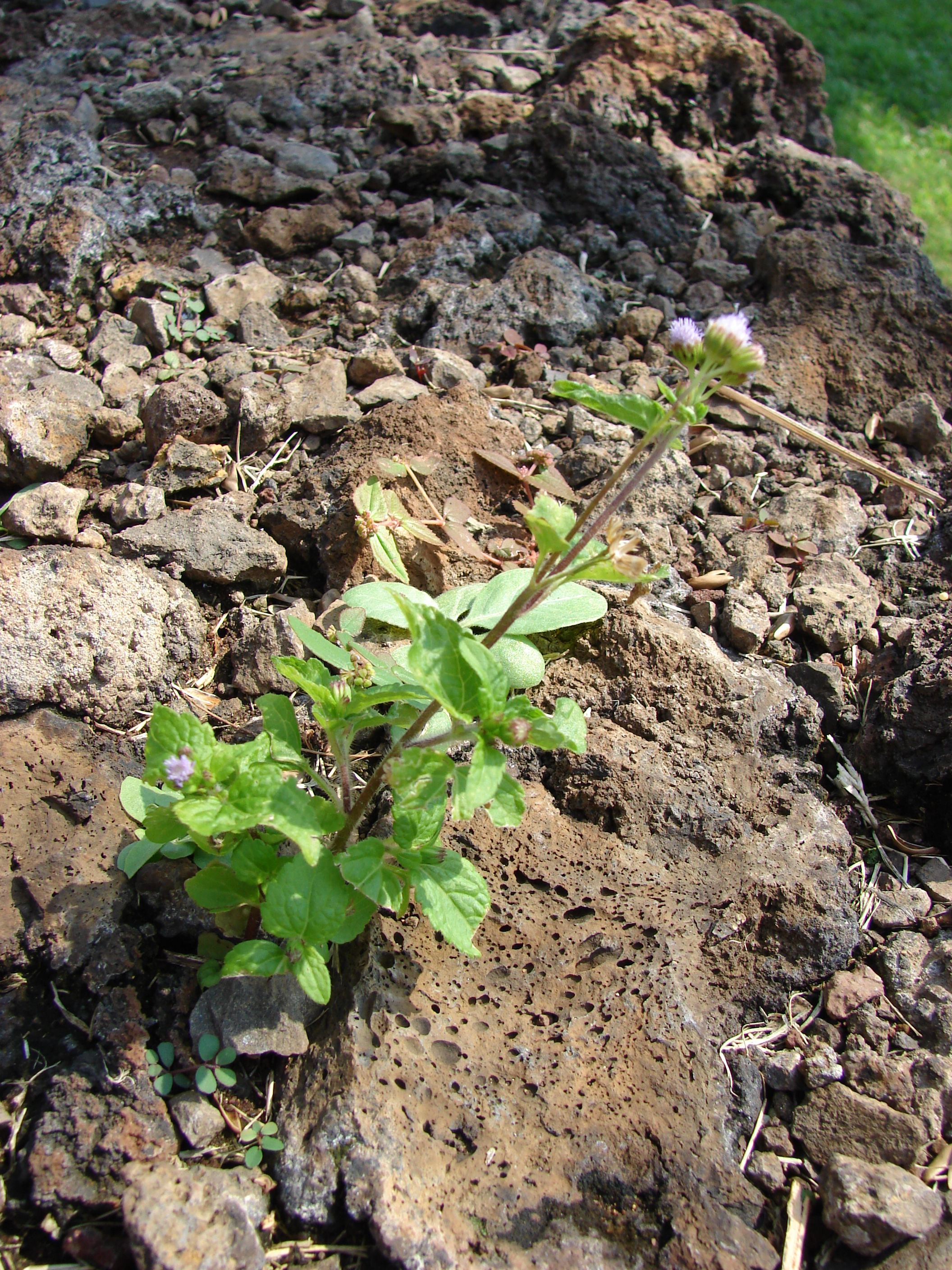
En su hábitat

Es el Ageratum de Argentina, propuesto como nombre patrón para esa especie por Petetín (1984) y citado así por Marzocca (1997).

## Descripción
Crece cerca de 70 cm de altura, con hojas opuestas, con flores pequeñas, rosadas a blancas, en los extremos de sus ramas rojizas, pilosas. De aroma desagradable

## Ecología
Especie anual, herbácea, que crece entre los 0 y 2.500 m s. n. m., escapada del Neotrópico, convirtiéndose en una maleza muy común de las zonas cálidas del mundo. A. conyzoides es un producto de la evolución, por poliploidía (es tetraploide), de otra especie estrechamente relacionada, Ageratum microcarpum (diploide).
Su hábito anual, efímero se asocia con su enorme plasticidad de forma de crecimiento y rapidez en florecer, ya que puede lograr la madurez reproductiva rápidamente en una variedad de hábitats perturbados, con producciones de semillas variables con la calidad del hábitat. A pesar de que la pasada selección normalmente condujo a la evolución de una especie predispuesta a convertirse en maleza en un medio perturbado, no hay evidencia que A. conyzoides haya evolucionado a consecuencia de una "presión de selección específica" por agricultura.

## Usos
Se usa con frecuencia como planta medicinal, como antibacteriana, antiartrítica; para aceites esenciales para cosmética; tiene bioactividad: insecticida, nematocida; gran desinflamante, regenerador, modo de uso (emplasto). Evitar ingerir en grandes cantidades.

## Taxonomía
Ageratum conyzoides fue descrito por Carlos Linneo y publicado en Species Plantarum, vol. 2, p. 839, en 1753.

#### Etimología
Ageratum: prestado del latín ăgěrăton, i, derivado del griego αγήρατος, construido con el prefijo ά (alfa privativo), sin, no, y el vocablo γερον, -οντος, viejo, o sea "que no envejece", en alusión a las flores de algunas especies de este género que mantienen el color por un largo tiempo. Empleado por Plinio el Viejo en su Historia Naturalis (27, 13) para una planta que no tendría nada que ver con el género de Linneo (Hypericum origanifolium), o para la Achillea millefolium (Milenrama), un miembro de la misma subfamilia que Ageratum, dentro de los Asteraceae.
conyzoides: epíteto latíno que significa "similar a Conyza", otra planta herbácea de la familia Asteraceae.

#### Sinonimia
| - Ageratum arsenei B.L.Rob. - Ageratum conycoides L. - Ageratum hirsutum Lam. - Ageratum hirtum Lam. - Ageratum houstonianum Mill. - Ageratum latifolium Cav. - Ageratum microcarpum (Benth.) Hemsl. - Ageratum obtusifolium Lam. - Ageratum pinetorum (L.O.Williams) R.M.King & H.Rob. - Alomia microcarpa (Benth.) B.L.Rob. - Alomia pinetorum L.O.Williams - Cacalia mentrasto Vell. - Caelestina microcarpa Benth. - Carelia conyzoides (L.) Kuntze - Coelestina microcarpa Benth. - Eupatorium conyzoides (L.) E.H.L.Krause |

## Nombres comunes
Caángay (ARG),Huaymi Huaymi (Perú) Huarmi Huarmi (Perú) caápétay (ARG), celestina (GTM), chiba (COL), chivo macho (CRI), chuva (CRI), flor azul (CRI), flor de octubre (CRI), flor lila (CRI), flor noble (GTM), hierba de chivo (CRI), hierba de chucho (GTM), hierba de perro (CRI), hierba de pollo (CRI), hierba hemostática (COL), huarmi (CRI), humo bravo (CRI), manrubio (CRI), mastranto (GTM), mejorana (GTM), mejorana chaparro (CRI), mentastro (CRI), mestranto de Brasil (CRI), niambú (ARG), santa Lucía (CRI), sesumpate (CRI), sereno (CRI), retentina (GTM), rompesaragüelo (CRI), santa Lucía (CRI/INBIO, GTM/INBIO), susumpate (CRI), teatina (CRI), tetina (CRI), ventosidad (CRI), yerba de chivo (CRI),
En Brasil la llaman "quebrapedra".

## Cultura
En Costa Rica hay una antigua tradición donde la gente acostumbra a regalarse un ramito de flores de Santa Lucía en los primeros días del año, como un deseo de prosperidad para todo el resto del año. Es común que el ramito se guarde en las billetaras o carteras todo el año y se recambie en los primeros días de enero.